# Aponogeton
Aponogeton, rod vodenih trajnica koji čini samostalnu porodicu Aponogetonaceae unutar reda žabočunolike. Pripada mu 60 vrsta raširenih po Africi, Aziji i Australaziji, ali su neke vrste naturalizirane po južnoj Americi i Europi.
Neke vrste Aponogetona uzgajaju se po ribnjacima i akvarijima, među kojima su A. boivinianus, A. ulvaceus i A. madagascariensis, A. crispus, a lukovice nekih vrsta koriste se i u ishrani ljudi i stoke

## Vrste
1. Aponogeton abyssinicus Hochst. ex A.Rich.
2. Aponogeton afroviolaceus Lye
3. Aponogeton angustifolius Aiton
4. Aponogeton appendiculatus H.Bruggen
5. Aponogeton azureus H.Bruggen
6. Aponogeton bernierianus (Decne.) Hook.f.
7. Aponogeton bogneri H.Bruggen
8. Aponogeton boivinianus Baill. ex Jum.
9. Aponogeton bruggenii S.R.Yadav & Govekar
10. Aponogeton bullosus H.Bruggen
11. Aponogeton capuronii H.Bruggen
12. Aponogeton cordatus Jum.
13. Aponogeton crispus Thunb.
14. Aponogeton cuneatus S.W.L.Jacobs
15. Aponogeton dassanayakei Manaw. & Yakand.
16. Aponogeton decaryi Jum. ex Humbert
17. Aponogeton desertorum Zeyh. ex Spreng.
18. Aponogeton dioecus Bosser
19. Aponogeton distachyos L.f.
20. Aponogeton eggersii Bogner & H.Bruggen
21. Aponogeton elongatus F.Muell. ex Benth.
22. Aponogeton euryspermus Hellq. & S.W.L.Jacobs
23. Aponogeton fotianus J.Raynal
24. Aponogeton fugax J.C.Manning & Goldblatt
25. Aponogeton gottlebei Kasselm. & Bogner
26. Aponogeton hexatepalus H.Bruggen
27. Aponogeton jacobsenii de Wit
28. Aponogeton junceus Lehm.
29. Aponogeton kannangarae M.A.Silva, Deshaprema & Manamperi
30. Aponogeton kimberleyensis Hellq. & S.W.L.Jacobs
31. Aponogeton lakhonensis A.Camus
32. Aponogeton lancesmithii Hellq. & S.W.L.Jacobs
33. Aponogeton longiplumulosus H.Bruggen
34. Aponogeton loriae Martelli
35. Aponogeton madagascariensis (Mirb.) H.Bruggen
36. Aponogeton masoalaensis Bogner
37. Aponogeton natalensis Oliv.
38. Aponogeton natans (L.) Engl. & K.Krause
39. Aponogeton nateshii S.R.Yadav
40. Aponogeton nudiflorus Peter
41. Aponogeton prolifer Hellq. & S.W.L.Jacobs
42. Aponogeton queenslandicus H.Bruggen
43. Aponogeton ranunculiflorus Jacot Guill. & Marais
44. Aponogeton rehmannii Oliv.
45. Aponogeton rigidifolius H.Bruggen
46. Aponogeton robinsonii A.Camus
47. Aponogeton satarensis Sundararagh., A.R.Kulk. & S.R.Yadav
48. Aponogeton schatzianus Bogner & H.Bruggen
49. Aponogeton stuhlmannii Engl.
50. Aponogeton subconjugatus Schumach. & Thonn.
51. Aponogeton tenuispicatus H.Bruggen
52. Aponogeton tofus S.W.L.Jacobs
53. Aponogeton troupinii J.Raynal
54. Aponogeton ulvaceus Baker
55. Aponogeton undulatus Roxb.
56. Aponogeton vallisnerioides Baker
57. Aponogeton vanbruggenii Hellq. & S.W.L.Jacobs
58. Aponogeton viridis Jum.
59. Aponogeton wolfgangianus S.R.Yadav
60. Aponogeton womersleyi H.Bruggen